# Histopona krivosijana
Histopona krivosijana là một loài nhện trong họ Agelenidae.
Loài này thuộc chi Histopona. Histopona krivosijana được Josef Kratochvíl miêu tả năm 1935.